# Direita e esquerda (heráldica)

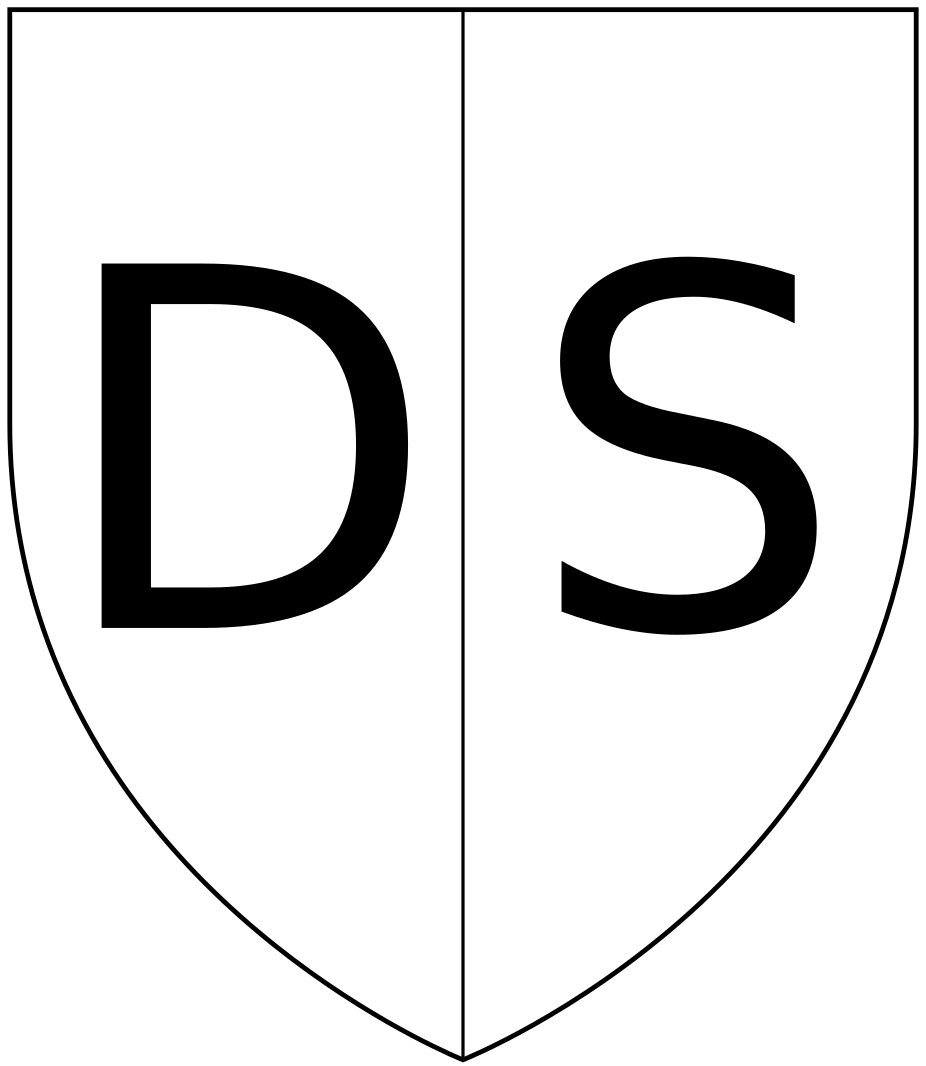
Divisão do escudo heráldico: Dextra para a direita do portador (esquerda do observador), posição de honra; Sinistra para a esquerda do portador (direita do observador).

Os diferentes pontos de vista do cavaleiro e do observador; a visão heráldica é a do cavaleiro. Cargas no escudo, como este leão exuberante, olha para o lado direito, a menos que, caso contrário declarado no brasonamento.

Direita e esquerda, ou dextra e sinistra são termos usados em heráldica para se referir a lugares específicos em um escudo suportando um brasão de armas, e os outros elementos de uma realização. "Dextra" (latim para "direita") significa a direita do ponto de vista do portador do escudo, isto é, a própria direita do portador, a esquerda do observador. "Sinistra" (latim para "esquerda") significa a esquerda do ponto de vista do portador, a própria direita do portador, a direita do observador.

Argento e uma banda sinistra de gules. A banda geralmente se estende para cima, ao canto direito de um escudo, a banda esquerda se estende para cima ao canto esquerdo e geralmente denota bastardia.

## Significância
O lado direito é considerado o lado da grande honra, por exemplo, quando impalando duas armas. Assim, pela tradição, as armas do marido ocupam a metade direita de seu escudo, as armas paternais de sua esposa ocupam a metade esquerda. O escudo de um bispo mostra as armas de sua sé na metade direita, suas armas pessoais na metade esquerda. O rei Ricardo II de Inglaterra adotou armas mostrando as armas atribuídas a Eduardo, o Confessor na metade direita, as Armas Reais da Inglaterra na esquerda. Geralmente, pela antiga tradição, o convidado de grande honra em um banquete senta na mão direita do anfitrião. A Bíblia é repleta de passagens referindo-se para se estar na "mão direita" de Deus.
Sinistra é usado para marcar uma carga ordinária ou outra voltada à esquerda heráldica do escudo. Uma banda sinistra é uma banda que vai esquerda superior do portador à direita inferior, se opondo da direita superior à esquerda inferior. Como o escudo foi transportado com o plano voltado para fora do portador, a banda esquerda inclinaria na mesma direção, como uma faixa usada diagonalmente no ombro esquerdo.
Esta divisão é a chave para dimidiação, um método de unir dois brasões de armas colocando a metade direita de um brasão de armas ao lado da metade esquerda de outro. Em caso de casamento, a metade dextra das armas do esposo poderia ser colocada ao lado da metade sinistra da esposa. A prática entrou em desuso no início do século XIV e foi substituído pelo impalamento, como em alguns casos, isso poderia render as armas cortadas na metade irreconhecíveis e em alguns casos resultaria em um escudo visto como um único brasão de armas ao invés de uma combinação de dois.[carece de fontes?]
O Grande Selo dos Estados Unidos destaca uma águia segurando um ramo de oliveira em sua garra direita e flechas em sua garra esquerda, indicando a inclinação da nação à paz pretendida. Em 1945, uma das mudanças ordenadas de forma semelhante à bandeira presidencial dos Estados Unidos pelo presidente Harry S. Truman foi ter a face da águia em direção a sua direita (dextra, a direção de honra) e desse modo em direção ao ramo de oliveira.

## Origem
É certo que os lados de um escudo foram originalmente nomeados para uma proposta de treinos militares de cavaleiros e soldados, bem antes de vir ganhar uso na heráldica no início do século XIII, dessa forma, o único ponto de vista foi o do portador. A frente do escudo puramente funcional foi originalmente sem decoração.
É provável que o uso do escudo como uma arma defensiva e ofensiva foi quase como desenvolvido como da espada e, dessa forma, várias posições e golpes do escudo precisaram ser descritas aos estudantes de armas. Tal uso deve de fato ter descendido diretamente das técnicas de treinamento romanas que se espalharam ao longo da Europa romana e então continuaram durante a época da cavalaria medieval, quando entrou em uso na heráldica.[carece de fontes?]